# Chewey
Chewey és una concentració de població designada pel cens dels Estats Units a l'estat d'Oklahoma. Segons el cens del 2000 tenia 135 habitants.

## Demografia
Segons el cens del 2000, Chewey tenia 135 habitants, 44 habitatges, i 38 famílies. La densitat de població era de 2,4 habitants per km².
Dels 44 habitatges en un 38,6% hi vivien nens de menys de 18 anys, en un 70,5% hi vivien parelles casades, en un 11,4% dones solteres, i en un 11,4% no eren unitats familiars. En l'11,4% dels habitatges hi vivien persones soles el 2,3% de les quals corresponia a persones de 65 anys o més que vivien soles. El nombre mitjà de persones vivint en cada habitatge era de 3,07 i el nombre mitjà de persones que vivien en cada família era de 3,26.
Per edats la població es repartia de la següent manera: un 27,4% tenia menys de 18 anys, un 7,4% entre 18 i 24, un 30,4% entre 25 i 44, un 20% de 45 a 60 i un 14,8% 65 anys o més.
L'edat mediana era de 33 anys. Per cada 100 dones de 18 o més anys hi havia 100 homes.
La renda mediana per habitatge era de 22.500 $ i la renda mediana per família de 22.167 $. Els homes tenien una renda mediana de 31.250 $ mentre que les dones 16.875 $. La renda per capita de la població era d'11.201 $. Entorn del 12% de les famílies i el 15,2% de la població estaven per davall del llindar de pobresa.

## Poblacions més properes
El següent diagrama mostra les poblacions més properes.